# Battaglia di Narva (1944)
La battaglia di Narva (in estone: Narva lahing) è stata una campagna militare della seconda guerra mondiale, avvenuta tra il gennaio ed il settembre 1944, per la conquista della città di Narva in Estonia.
La battaglia si svolse sul fronte orientale tra le forze del Terzo reich e quelle sovietiche. Essa è inoltre conosciuta come "battaglia delle SS Europee" per il largo numero di truppe straniere nelle Waffen-SS impegnati sul fronte e provenienti dall'Estonia, dalla Norvegia, dalla Danimarca, dai Paesi Bassi e dal Belgio.
La campagna militare consistette di due fasi differenti: la battaglia della testa di ponte di Narva costituisce la prima fase della campagna militare svoltasi nei primi mesi del 1944 per la conquista della città di Narva in Estonia. Questa prima fase della campagna ebbe luogo nella prima metà del 1944 e fu seguita da una seconda fase comunemente denominata Battaglia della Linea di Tannenberg.

## Premessa

### Terreno
Il terreno giocò un ruolo importante nell'evolversi della battaglia. Infatti le alture circostanti la costa raramente si innalzano oltre i 100 metri, ed il territorio è attraversato da numerosi corsi d'acqua, come il Narva ed il Plyussa. L'abbondanza di foreste e la presenza di ampie zone paludose rendevano assai complicato per i comandi sovietici il coordinamento di grandi unità, spesso supportate da brigate corazzate.
Anche sotto il profilo infrastrutturale, e proprio in virtù della particolare conformazione fisica del territorio, le uniche vie di collegamento di grande portata erano la linea autocarrabile Narva - Tallinn, e l'omonima linea ferroviaria, che correvano parallelamente alla linea di costa ed a ridosso di questa.

### L'approntamento del piano sovietico
Con l'avvio della campagna invernale 1943-1944, Stalin ordinò allo stato maggiore sovietico di lanciare una serie di offensive di vasta portata lungo tutto il fronte tedesco - sovietico, confidando nelle difficoltà della Wehrmacht di approvvigionare contemporaneamente unità lontane fra loro anche migliaia di chilometri. L'assenza di una ramificata rete ferroviaria, la costante azione dei partigiani sovietici in terra occupata, ed il continuo bombardamento delle principali arterie di comunicazione oltre le linee tedesche, permetteva alla lontana Germania di rifornire con efficienza appena la metà delle divisioni schierate al fronte. Un attacco generalizzato su tutta la linea, ancorché dispendioso in uomini e mezzi, avrebbe probabilmente determinato il collasso della struttura difensiva tedesca.
Riguardo al fronte settentrionale, uno sfondamento nell'area di Narva avrebbe dovuto provocare lo sbandamento dell'intero Gruppo d'armate Nord che, ritirandosi verso sud e temendo un accerchiamento, avrebbe cercato di ricongiungersi al grosso delle truppe tedesche in ritirata, abbandonando il Baltico e reinserendosi in un nuovo dispositivo difensivo localizzato a ridosso della Vistola. L'eventuale concretizzarsi di questo piano avrebbe permesso alle truppe sovietiche di controllare le basi navali presenti lungo il Baltico, dalle quali si sarebbero potute lanciare offensive anfibie contro le coste della Prussia Orientale. In previsione di attuare un simile piano, Stalin ordinò di lanciare un'offensiva su Narva al più presto, e di prenderla ad ogni costo entro il 17 febbraio.
"È necessario che le nostre forze assedino Narva non più tardi del 17 febbraio 1944. Il raggiungimento di questo obiettivo è fondamentale sia per motivi militari che politici. È la cosa più importante al momento. Richiedo che siano prese tutte le misure necessarie alla liberazione di Narva non più tardi del periodo indicato. (firmato) I. Stalin.
Oltre alla questione militare, una sconfitta tedesca sul versante nord del fronte avrebbe allontanato le forze finlandesi, operanti a nord di Leningrado, dalle restanti forze dell'Asse, favorendo il buon esito dei negoziati che da qualche mese si trascinavano senza costrutto tra Mosca ed Helsinki riguardo all'uscita della Finlandia dal conflitto.

### Offensiva Oranienbaum e ritirata a Narva
Il 14 gennaio 1944, le armate sovietiche dei Fronti (gruppi di armate) di Volkhov e di Leningrado lanciarono operazioni offensive con lo scopo di respingere le truppe del Feldmaresciallo Georg von Küchler (la Divisione Nordland) dietro le loro posizioni vicino a Oranienbaum, e dunque fuori dall'Estonia. L'attacco era stato previsto dai tedeschi della 18ª armata.
Il luogotenente generale sovietico Fedyuninsky (2ª Armata d'assalto) ed il generale Maslennikov (42ª Armata) subirono la reazione nel settore del SS-Obergruppenfüher Felix Steiner III. SS- Panzerkorps, e furono contrastate dalla 9ª e 10ª divisione Luftwaffe. Dal terzo giorno di offensiva, la 2ª Armata d'assalto sovietica ruppe le linee germaniche, riuscendo a penetrarle per 23 chilometri. Le unità della Luftwaffe sbriciolarono e le unità della Nordland respinsero indietro i sovietici vicino al fiume Narva.
In un cruciale assalto sovietico, il 19 gennaio, due reggimenti catturarono le posizioni tedesche del fronte Krasnoe Selo. Il 19 gennaio, la 2ª Armata prese Ropscha e la 42ª Armata Krasnoye Selo. Dal 30 gennaio, gli attacchi sovietici costarono ai tedeschi circa 21 000 perdite ed 85 pezzi di artiglieria con un calibro fra i 15 cm ed i 40 cm, e spinsero i tedeschi indietro per distanze variabili dai 60 ai 100 chilometri. In conclusione, le operazioni dei Fronti sovietici Volkhov e Leningrado ruppero l'assedio di Leningrado durato quasi 900 giorni.
Le operazioni offensive, portate avanti dal Fronte di Leningrado, non riuscirono tuttavia a portare a risultati apprezzabili, ed il 22 febbraio, constatata la situazione di stallo, Stalin ordinò una riorganizzazione del fronte sovietico, per poter portare un attacco più massiccio alle difese tedesche.

### Schieramento sovietico
Nel marzo 1944 l'Alto Comando sovietico completò il dispiegamento delle armate destinate a lanciare l'offensiva. La 2ª Armata venne schierata a nord di Narva, la 59ª a sud, mentre l'8ª si schierò a ridosso della 59ª, sul versante meridionale, lungo la sponda orientale del fiume. Oltre alle grandi unità vennero schierati numerosi distaccamenti autonomi, che fungessero da ausilio nel movimento attaccante, come l'8º Corpo Fucilieri Estone, il 14º corpo fucilieri, la 124ª Divisione Fucilieri, la 30ª Guardie, e numerose altre.

### Schieramento tedesco e finnico
L'OKH aveva stabilito sul fiume Narva un articolato sistema difensivo, nella convinzione che, qualora la campagna offensiva sovietica non avesse prodotto lo sfondamento del fronte lungo l'asse centrale, le posizioni avanzate sul Baltico avrebbero rappresentato una spina nel fianco dello schieramento avversario, garantendo all'Asse un'ultima possibilità di arrestare l'offensiva di Stalin e riguadagnare l'iniziativa. Viceversa, la caduta del fronte Baltico avrebbe liberato la flotta russa, permettendole l'accesso al Baltico, ed avrebbe allontanato le armate tedesche da quelle finlandesi, compromettendo per sempre la possibilità di un rapido contrattacco in quell'area. Il controllo sovietico del Baltico settentrionale avrebbe inoltre compromesso i costanti rifornimenti di ferro che dalla Svezia giungevano alle industrie tedesche, mettendo in serie difficoltà la macchina da guerra germanica.
Nel febbraio 1944, lo schieramento tedesco si componeva di 3 Corpi d'Armata:
- XXVI Corpo d'armata – General der Infanterie Anton Grasser
  - 11. Infanterie-Division
  - 58. Infanterie-Division
  - 214. Infanterie-Division
  - 225. Infanterie-Division
- XXXXIII Corpo d'armata – General der Infanterie Karl von Oven
  - 61. Infanterie-Division
  - 170. Infanterie-Division
  - 227. Infanterie-Division
  - Feldherrnhalle Panzergrenadier Division
  - Gnesen Grenadier Regiment
- III. SS-Panzerkorps – SS-Obergruppenführer Felix Martin Julius Steiner
  - 11. SS Freiwilligen-Panzergrenadier-Division "Nordland"
  - 4. SS Panzergrenadier Brigade "Nederland"
  - 20. Waffen-Grenadier-Division der SS (volontari estoni)
  - 27. SS-Freiwilligen-Grenadier-Division "Langemarck"
  - 28. SS-Freiwilligen-Grenadier-Division der SS "Wallonien"

A queste si aggiungevano unità separate di combattimento, riserva e collegamento.

## I fatti
La Nordland, assieme al resto del III. SS-Panzerkorps, arrivò al fronte presso Leningrado e fu subito adibita al contrattacco – a contrasto delle azioni sovietiche tendenti a rompere l'accerchiamento tedesco della città. Quando l'attacco sovietico riuscì nell'intento, la Nordland ripiegò combattendo per 60 km da Oranienbaum. Il 14 gennaio, un assalto sovietico riuscì a far collassare il fronte tedesco, e la Nordland eseguì un secondo, analogo ripiegamento fino a Narva (Estonia), dove si organizzò un'altra linea difensiva.
All'inizio di febbraio, i sovietici lanciarono i primi attacchi verso la città, aprendo così la battaglia di Narva.
Lo scontro sarebbe passato alla storia con la denominazione di "battaglia delle SS europee", visto che la maggior parte dei difensori era europea, e più precisamente vi erano:
- norvegesi, danesi, svedesi 11. SS-Freiwilligen-Panzergrenadier-Division "Nordland"
- olandesi, 4. SS-Freiwilligen-Panzergrenadier Brigade "Nederland"
- valloni, 28. SS-Freiwilligen-Grenadier-Division der SS "Wallonien"
- fiamminghi, 27. SS-Freiwilligen-Grenadier-Division "Langemarck"
- estoni, 20. Waffen-Grenadier-Division der SS (estnische Nr.1)

oltre, ovviamente, a tedeschi delle formazioni regolari. Nel complesso, i difensori della linea del fiume Narva ammontavano a 50 000 uomini. Dovevano reggere l'urto di 200 000 nemici del Distretto militare di Leningrado.

### Offensive di Narva, febbraio - aprile 1944
In principio l'attacco fu lanciato il 13 febbraio, con i sovietici che attaccavano proprio attraverso la linea, ed al contempo conducevano un'operazione anfibia dal Mar Baltico nei pressi di Mereküla. La Nordland ricacciò indietro la forza da sbarco sovietica. Le forze difensive tedesche respinsero i sovietici, che dovettero riposizionarsi quasi sulle linee di partenza. Fra il 1 ed il 4 marzo, una controffensiva guidata da reggimenti estoni ed unità della "Nordland" riuscirono a respingere le truppe sovietiche dalla sponda occidentale del Fiume Narva sulla quale avevano stabilito una testa di ponte. Un ulteriore tentativo di sfondamento sovietico venne sventato grazie alla insistenza dei tedeschi ed al pronto intervento delle unità mobili di riserva.
I sovietici lanciarono un raid aereo il 6 marzo, radendo al suolo l'intero centro storico di Narva. Il bombardamento preparatorio vide l'esplosione di 100 000 proiettili di artiglieria, concentrati prevalentemente lungo il settore tenuto dalla "Nordland" e dalla "Nederland". In quel punto, l'8 marzo attaccò la 30ª Divisione Guardie, mentre il 14º Corpo Fucilieri tentava senza successo di ristabilire la testa di ponte perduta a Nord.
Ulteriori offensive, portate avanti dai sovietici fra il 18 ed il 24 marzo, non cambiarono di molto la situazione. Essi subirono gravi perdite, mentre le unità tedesche rimasero sul posto subendo poche perdite. La controffensiva tedesca non riuscì tuttavia a conseguire risultati determinanti, e per la fine di aprile entrambi gli schieramenti terminarono le schermaglie, attendendo rinforzi e riorganizzando le unità.
Il particolare accanimento contro le installazioni civili estoni, come appunto la completa distruzione del centro storico di Narva, era conseguente all'accusa di tradimento formulata nei confronti degli Estoni, considerati collaborazionisti ed alleati della Germania. Nei bombardamenti per la conquista della città, circa il 40% delle abitazioni furono distrutte, mentre 25 000 civili rimasero senza casa. Circa 500 cittadini di Narva rimasero uccisi nei bombardamenti.

### Offensiva di Narva, Luglio 1944
Il successo dell'operazione Bagration aprì una gigantesca falla nel sistema difensivo tedesco, che dovette rettificarsi oltre la regione bielorussa, lasciando le unità del Gruppo di Armate Nord pericolosamente allungate lungo la linea del Baltico. Incapace di presidiare un fronte eccessivamente lungo, il raggruppamento tedesco iniziò le manovre di sganciamento, con l'obiettivo di raggiungere a scaglioni la linea difensiva di Tannenberg. I comandi sovietici, forti di un vantaggio numerico di 4 a 1, prepararono un'offensiva estiva di grande portata, con lo scopo di rendere più difficoltoso possibile il ri - schieramento. L'8ª Armata sovietica lanciò l'attacco, in quella che fu chiamata la Battaglia di Auvere. Le truppe tedesche, poggianti principalmente sulle unità estoni del 1º Battaglione Estone e su quelle tedesche del 44º Reggimento di Fanteria, riuscirono a respingere l'attacco, procurando ai sovietici ingenti perdite. Le altre unità tedesche riuscirono a fuggire dalle loro posizioni s. Il ritiro delle truppe tedesche permise all'Armata Rossa di conquistare Narva il 26 luglio, dopo sei mesi di scontri e centinaia di migliaia di perdite.

### Battaglia della linea di Tannenberg

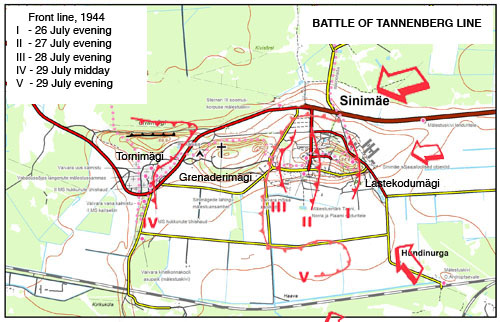
Mappa della battaglia della linea di Tannenberg, 26–29 luglio 1944

Nello stesso giorno le avanguardie sovietiche tentarono un contrattacco sulla linea di Tannenberg, ancora in fase di organizzazione. La linea Tannenberg era fissata su tre colli strategici. Da ovest ad est, erano indicati con i nomi convenzionali di Collina 69.9, Collina Granatiere, Collina Orfanotrofio. Da quest'ultima si poteva proteggere il retro della città di Narva.
Un iniziale successo sovietico venne tuttavia respinto da una controffensiva tedesca. Un successivo attacco, sferrato contro i tre crinali principali sui quali si schierava la linea, venne vanificato da un feroce contrattacco sferrato fra il 27 ed il 28 luglio. L'avanzare dei reparti corazzati sovietici produsse tuttavia un profondo ripiegamento della linea, che finì con il poggiare su una sola collina, la più centrale. Il Waffen Grenadier Regiment 47 (estone) venne completamente distrutto nel tentativo di difendere l'altipiano sottostante la collina.
Dal 27 luglio la Nordland combatté al fianco della Sturmbrigade Langemarck e del Kampfgruppe Strachwitz (facenti parte della Panzergrenadier-Division Großdeutschland) nell'intento di mantenere il controllo della Collina Orfanotrofio. Nonostante la morte del comandante della Nordland, SS-Gruppenführer Fritz Scholz, caduto in combattimento, presto seguito dai comandanti dei reggimenti Norge e Danmark, la divisione mantenne la Collina Orfanotrofio, distruggendo 113 carri armati sovietici il 29 luglio. Il 29 luglio i sovietici lanciarono una audace offensiva, che tenne impiegate tutte le unità tedesche. Le perdite furono altissime da ambo le parti, mentre il raggruppamento tedesco diede fondo alle sue ultime riserve corazzate nel tentativo di tenere la linea difensiva e riconquistare le alture. Lo scontro si risolse inaspettatamente a favore dei tedeschi, quando un contrattacco guidato dall'Hauptsturmführer Paul Maitla, comandante di un improvvisato gruppo di battaglia composto dai residui delle unità estoni, danesi e tedesche, riuscì a riprendere la collina centrale ed a costringere i sovietici al ripiegamento. Il gruppo di Maitla riuscì a consolidare le proprie posizioni, mentre i sovietici dovettero terminare l'attacco. Dei 137 000 coscritti sovietici che avevano partecipato all'attacco, soltanto poche migliaia erano sopravvissute. Le unità che costituivano il contingente sovietico dovettero essere smantellate ed inviate dietro le linee per essere riorganizzate.
Ulteriori attacchi furono tentati dai sovietici fino al 10 agosto, senza riuscire a sfondare le difese della forza multinazionale nazista germanica.
Il 4 agosto, effettivi della Compagnia penale 103, un reparto punitivo, furono reintegrati ed assorbiti nel reggimento Danmark. Il III. SS-Panzerkorps  tentò di mantenera salda la posizione della Linea Tannenberg, finché il 16 settembre fu ritirato in Lettonia per essere spostato nella capitale Riga. Riga cadde il 12 ottobre, e per la fine del mese tutte le unità di Waffen-SS furono ritirate in quella che sarà ricordata come la "Sacca di Curlandia". Da fine ottobre a dicembre 1944, la Nordland combatté aspre battaglie difensive nella sacca, ed ai primi di dicembre gli effettivi della divisione erano scesi a 9 000 uomini. A gennaio 1945, la divisione ricevette l'ordine di spingersi al porto di baltico di Libau, da cui evacuò via mare in Pomerania. La divisione sbarcò a Stettino, con il Panzer Abteilung Hermann von Salza inviato a Gothafen per eseguire i ripristini necessari. A fine gennaio, la Nordland fu assegnata al SS Panzer-Armeeoberkommando 11. di Steiner, che all'epoca si stava formando per la difesa di Berlino.

### Perdite
Il numero delle perdite sovietiche non è identificabile con esattezza, data l'assenza di studi approfonditi ed il silenzio che i comandi sovietici mantennero negli anni riguardo alla loro reale entità. Il comando del raggruppamento tedesco denunciò solo nel febbraio 1944 23 963 perdite fra morti, feriti e dispersi. Ulteriori 34 159 furono contate al 30 luglio, 5 748 delle quali classificate come "morti" e 1 179 come "dispersi".. Le perdite totali germaniche sono approssimate in 68 000 uomini, 14 000 dei quali morti o dispersi in azione.

## Conseguenze
Il 1º settembre 1944 la Finlandia annunciò la cessazione delle ostilità e denunciò la cooperazione militare con la Germania, firmando un duro armistizio con l'Unione Sovietica. Tre giorni dopo, Helsinki aprì i propri spazi marittimi alla flotta sovietica. Le truppe tedesche iniziarono il ripiegamento lungo una linea più interna e maggiormente difendibile. L'Autorità sovietica, ottenuto mandato per l'Estonia occupata, iniziò la collettivizzazione delle fattorie, espropriando 900 000 ettari negli anni successivi. Buona parte di queste terre venne assegnata a coloni russi risistemati in Estonia, allo scopo di sradicare l'identità nazionale del paese baltico. Ex militari estoni inquadrati nelle forze armate dell'Asse continuarono a combattere tra i Fratelli della foresta, contro i quali il governo d'occupazione sovietico mise a punto la deportazione di 21 000 civili. L'organizzazione partigiana estone continuò a combattere fino alla metà degli anni cinquanta, perdendo 1 510 individui e causando la morte di 1 728 fra soldati, uomini dei servizi segreti sovietici e miliziani collaborazionisti comunisti. August Sabbe, l'ultimo combattente dell'organizzazione partigiana, venne eliminato dal KGB nel 1978.